# Cleveland (condado de Marathon, Wisconsin)
Cleveland es un pueblo ubicado en el condado de Marathon, Wisconsin, Estados Unidos. Según el censo de 2020, tiene una población de 1486 habitantes.

## Geografía
La localidad está ubicada en las coordenadas 44°49′22″N 90°1′8″O / 44.82278, -90.01889. Según la Oficina del Censo de los Estados Unidos, Cleveland tiene una superficie total de 79.00 km², de la cual 76.78 km² corresponden a tierra firme y 2.22 km² es agua.

## Demografía
Según el censo de 2020, hay 1486 personas residiendo en Cleveland. La densidad de población es de 19,35 hab./km². El 95.83% son blancos, el 0.07% es afroamericano, el 0.87% son amerindios, el 0.34% son asiáticos, el 0.13% son isleños del Pacífico, el 0.47% son de otras razas y el 2.29% son de dos o más razas. Del total de la población, el 1.08% son hispanos o latinos de cualquier raza.